# Governor Generoso
Governor Generoso (Bayan ng Governor Generoso) är en kommun i Filippinerna. Kommunen ligger på ön Mindanao, och tillhör provinsen Davao Oriental. Folkmängden uppgår till 42 705 invånare.

## Barangayer
Governor Generoso är indelat i 20 barangayer.
| - Anitap - Manuel Roxas - Don Aurelio Chicote - Lavigan - Luzon - Magdug - Montserrat - Nangan Jamboree - Oregon - Poblacion | - Pundaguitan - Sergio Osmeña - Surop - Tagabebe - Tamban - Tandang Sora - Tibanban - Tiblawan - Upper Tibanban - Crispin Dela Cruz |